# Амэдзаику

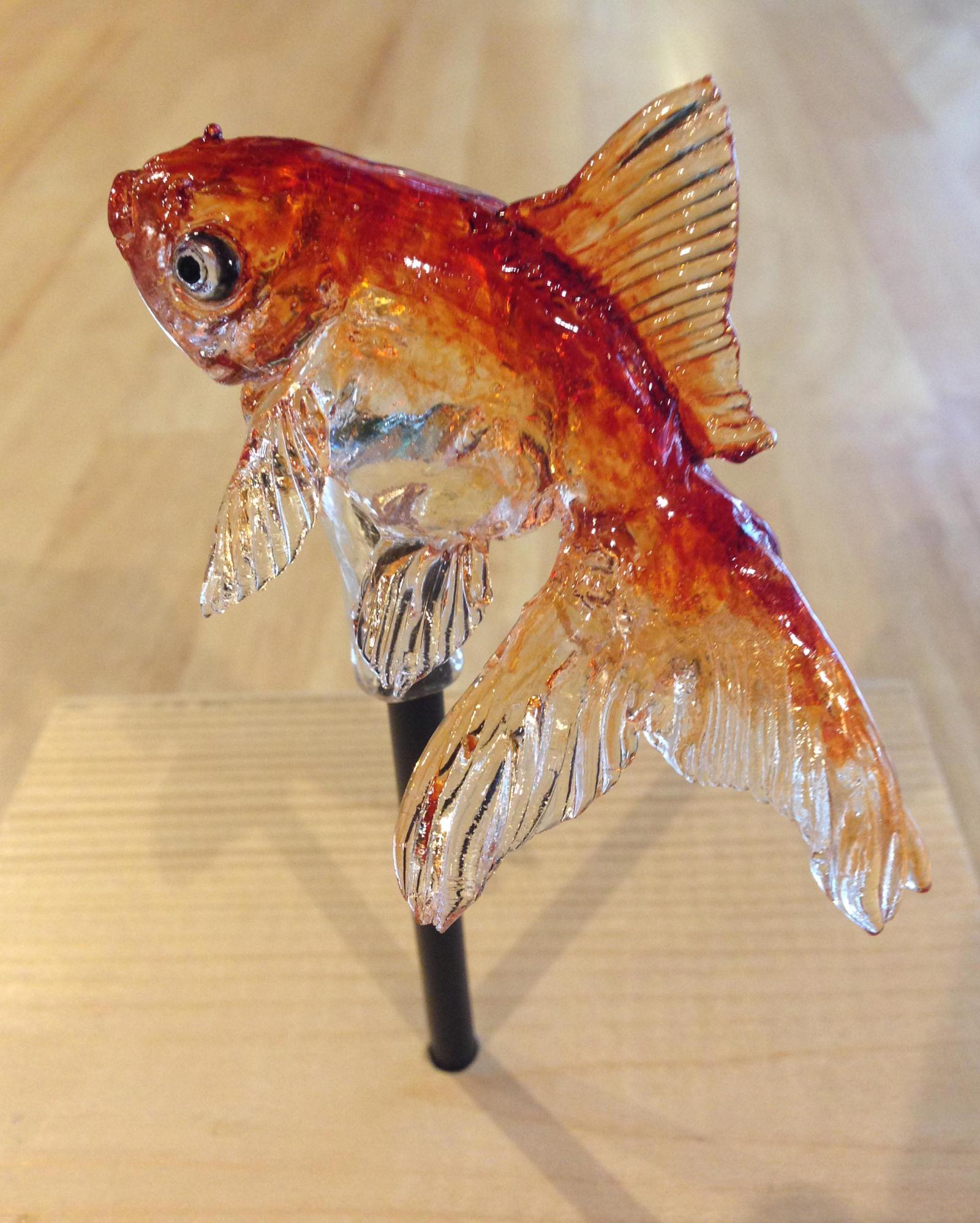
Золотая рыбка, сделанная Синри Тедзукой

Амэдзаику (яп. 飴細工 амэдзаику) — традиционное японское искусство изготовления леденцов в форме животных, известное с 8 века.

## История
Искусство пришло в Японию из Китая в период Хэйан. Вначале имело место исключительно в храмах Киото. В период Эдо распространилось за пределами храмов, когда в Японии процветало уличное исполнение разных форм искусства.
В настоящее время в Японии существуют магазины, продающие леденцы, изготовленные по данной технологии, однако мастеров, продолжающих традицию амэдзаику, осталось немного.

## Технология изготовления
Художник с помощью своих рук, а также с применением таких инструментов как ножницы и пинцеты, создаёт скульптуру из сахарного сиропа, крахмала и пищевого красителя разного цвета. При этом основа для леденцов подготавливается заранее, смесь замешивают и формируют шар, который будет храниться до тех пор, пока не понадобится к использованию. Непосредственно перед созданием скульптуры шар нагревается, чтобы сделать его податливым снова. Так как изготовление конфет происходит под большой температурой, художник должен научиться терпеть тепло, которое может быть болезненным, а также требуется высокая скорость работы, так как скульптура должна быть завершена прежде, чем конфета остынет и затвердеет. Горячая конфета быстро устанавливается на палку, затем скручивается и обрезается в форму. Леденцы изготавливаются в форме различных животных: млекопитающих, птиц, рептилий, рыб, насекомых и других.
Ранее применялась другая технология изготовления леденцов: в конфету дули с помощью соломы. Однако такая практика в конце концов была запрещена в Японии по причине негигиеничности.

## Галерея

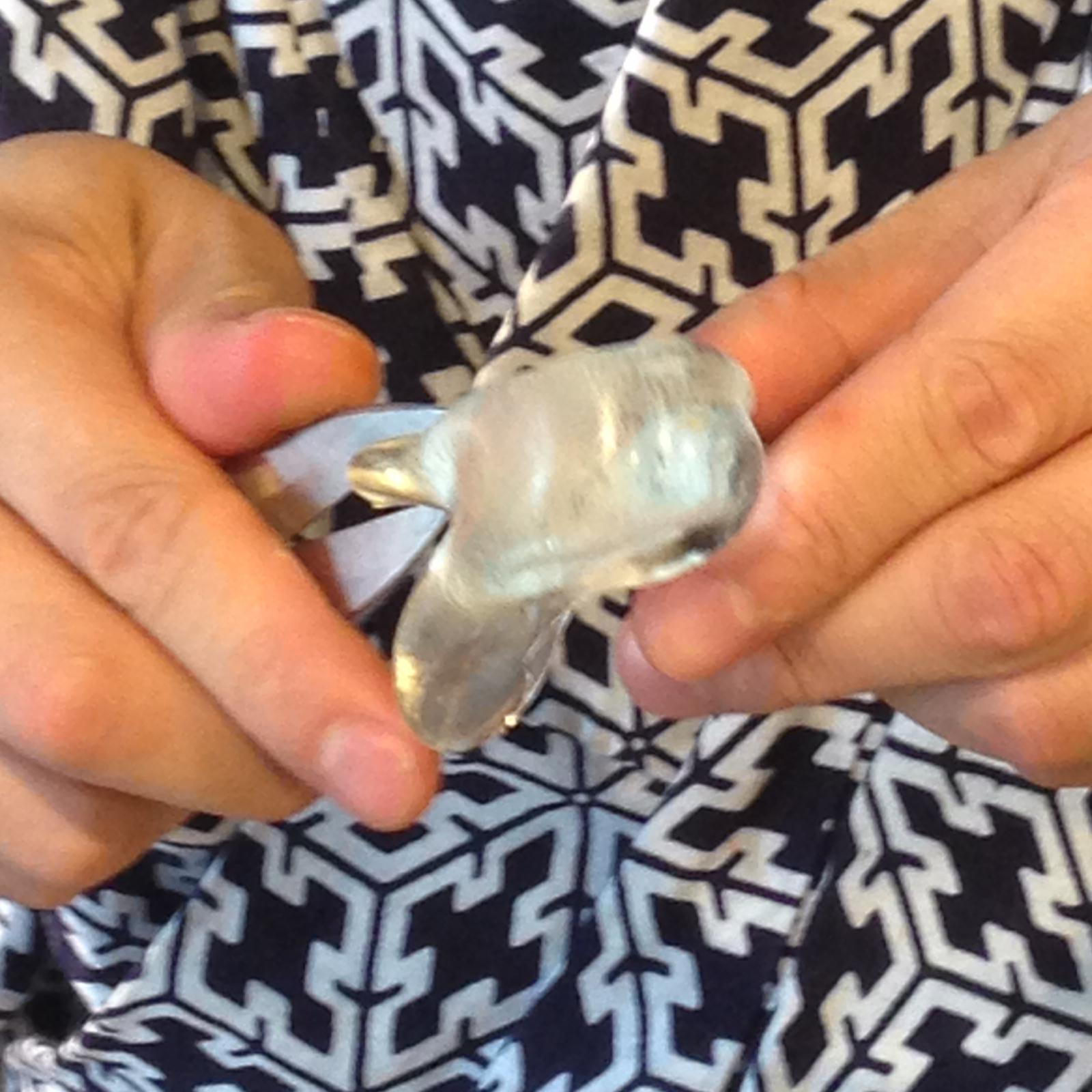
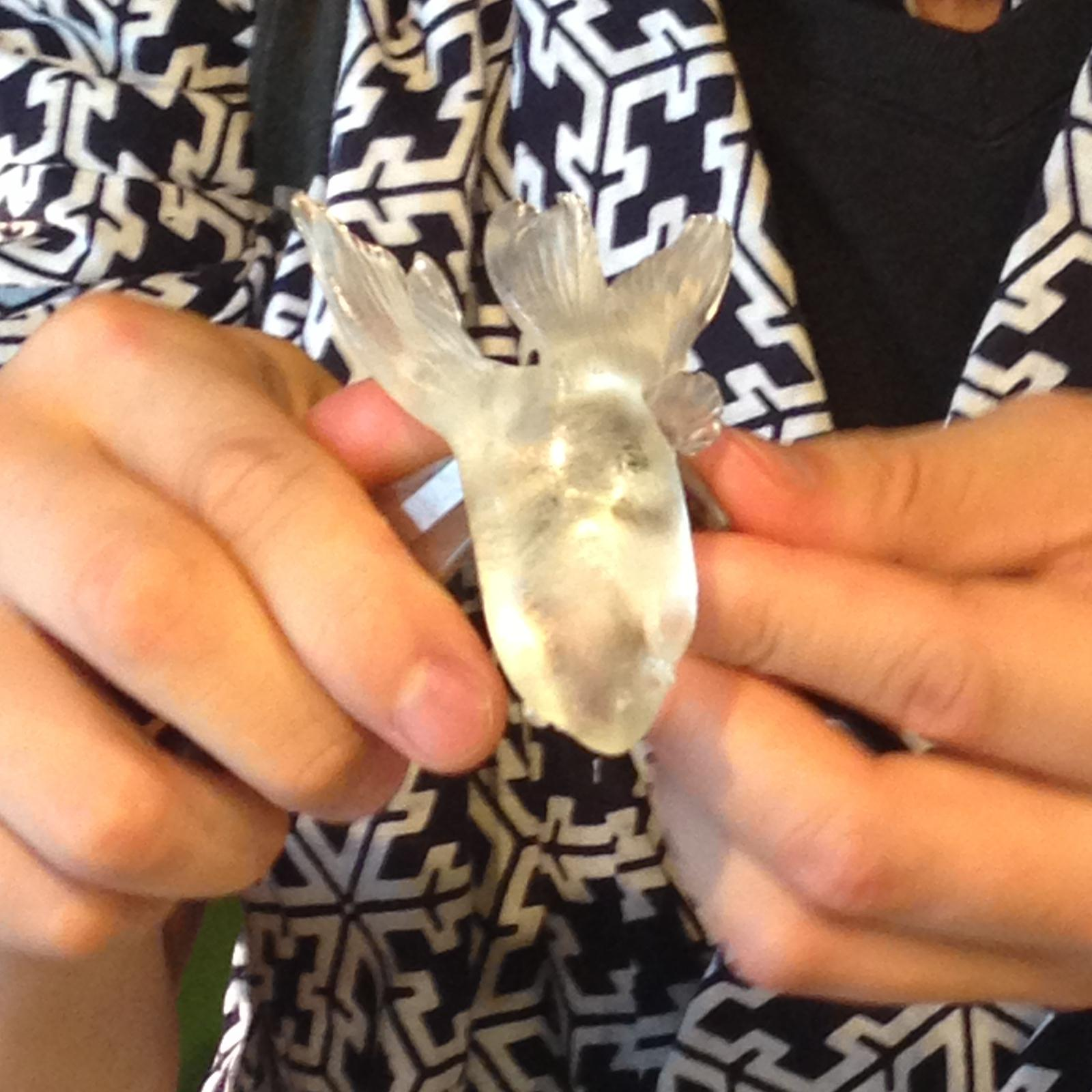
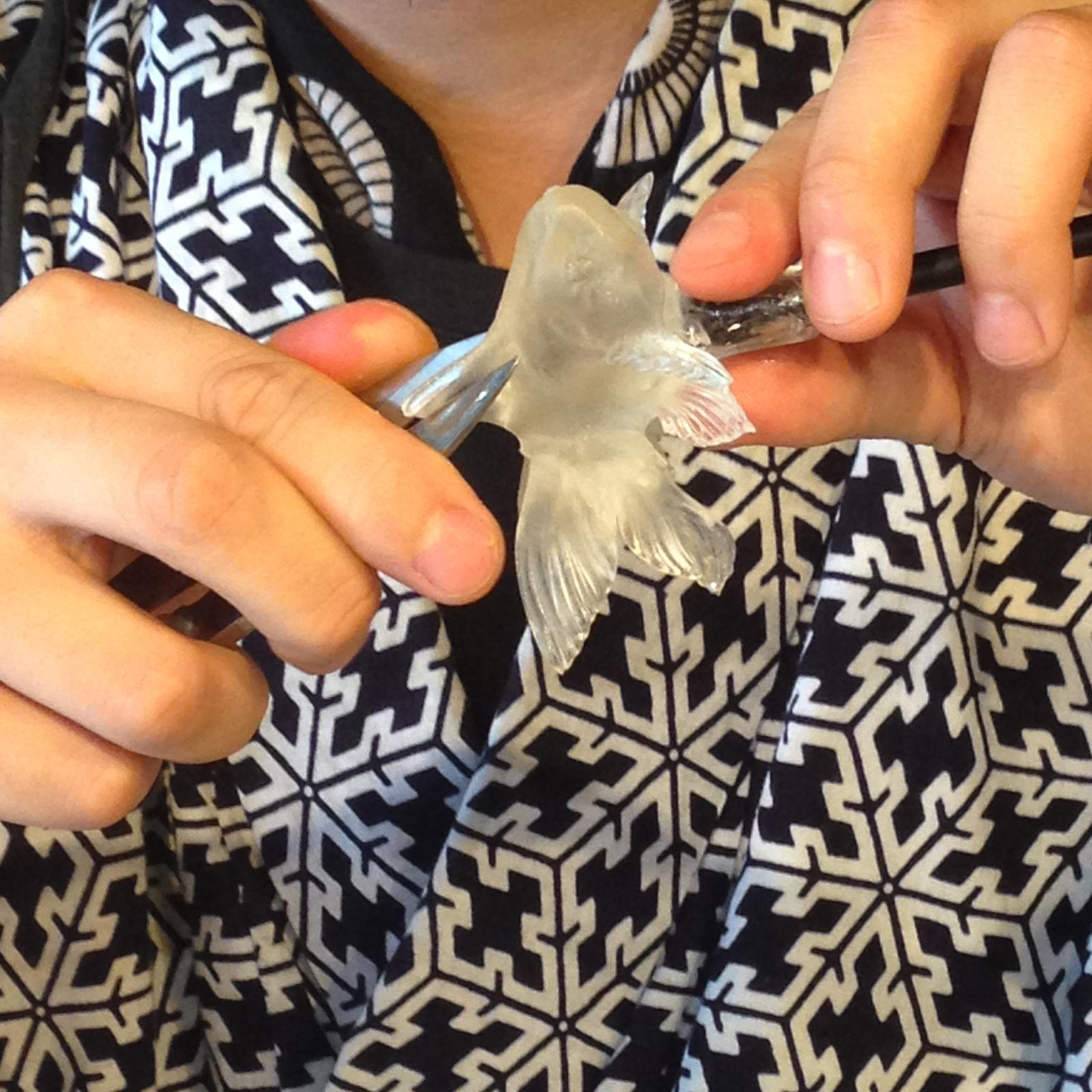
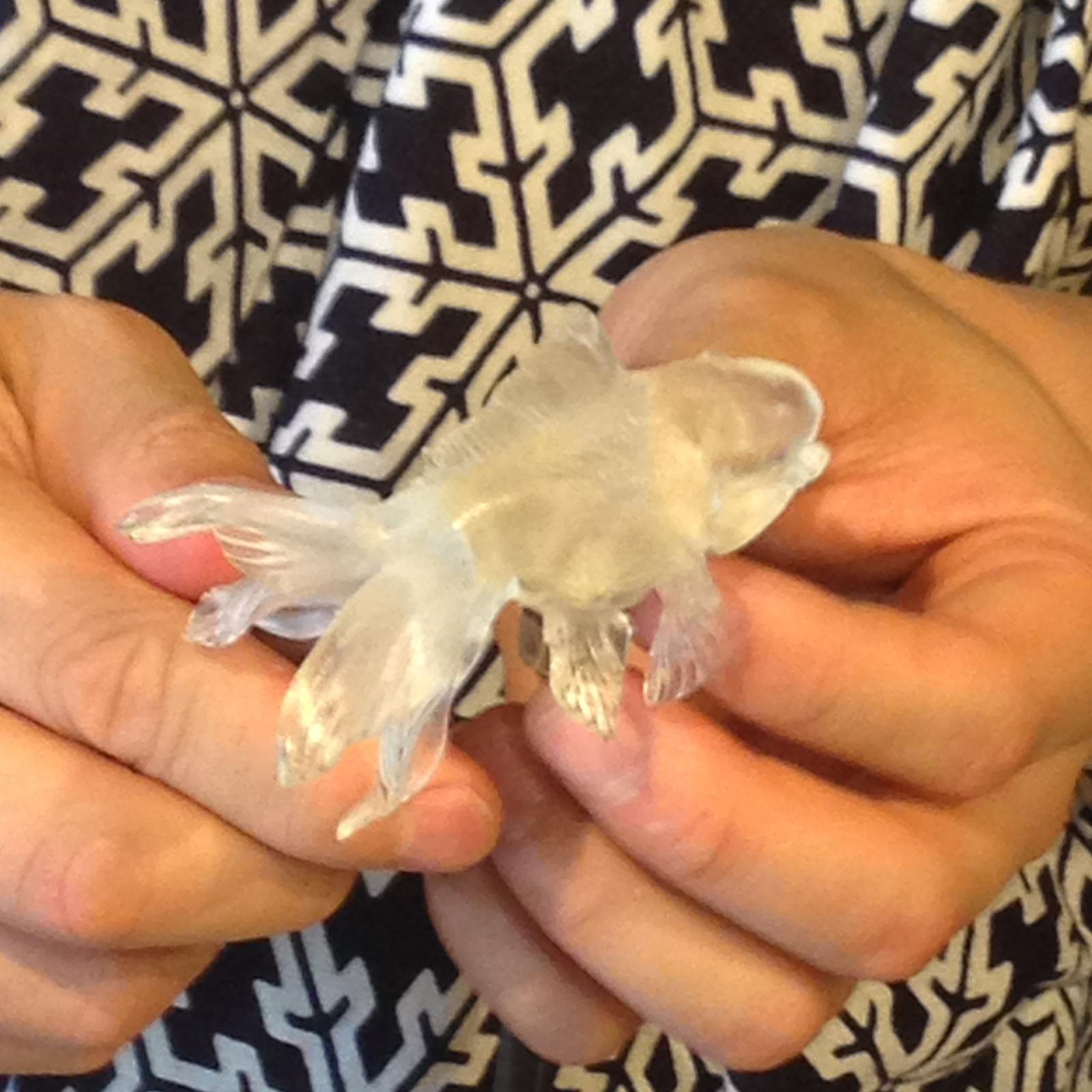
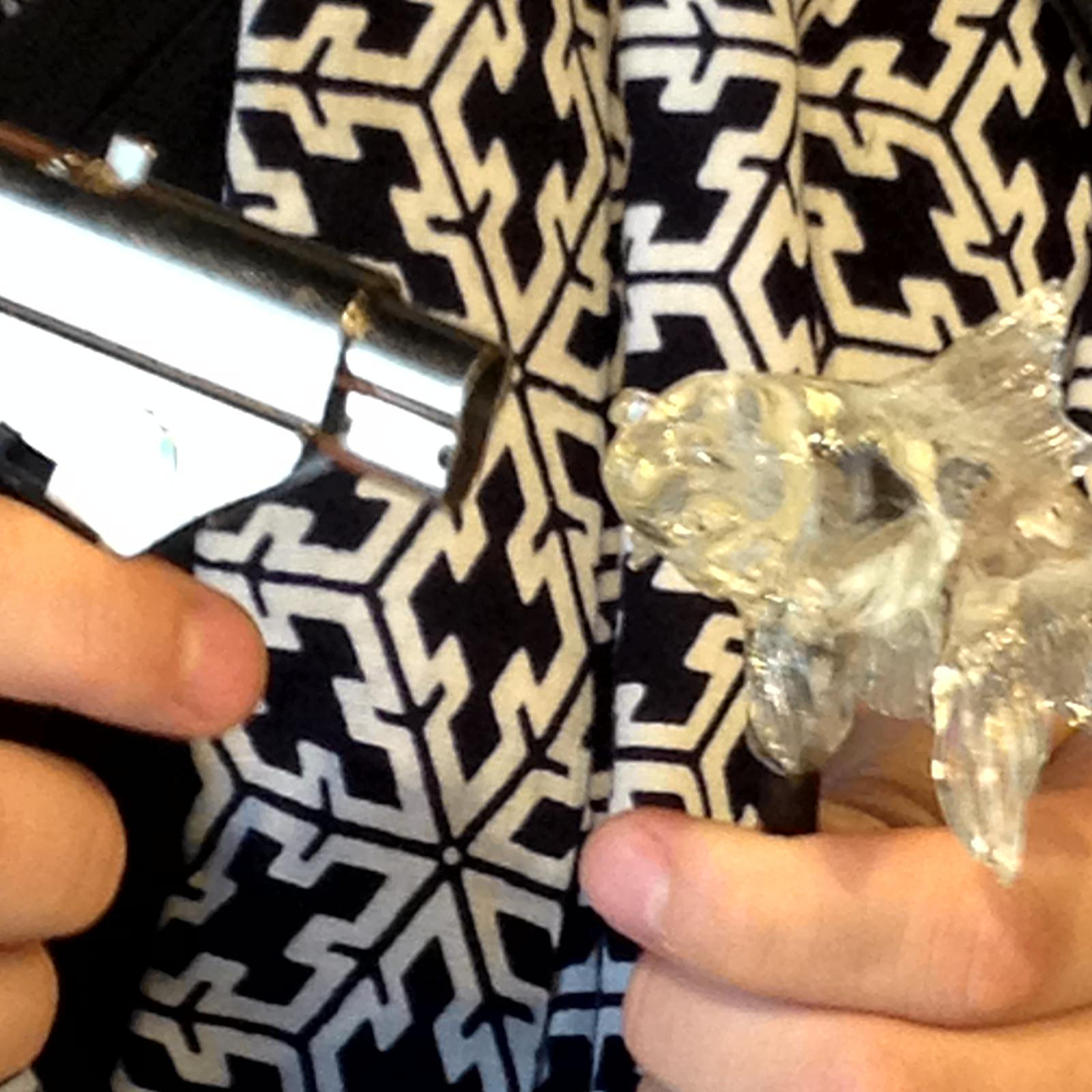
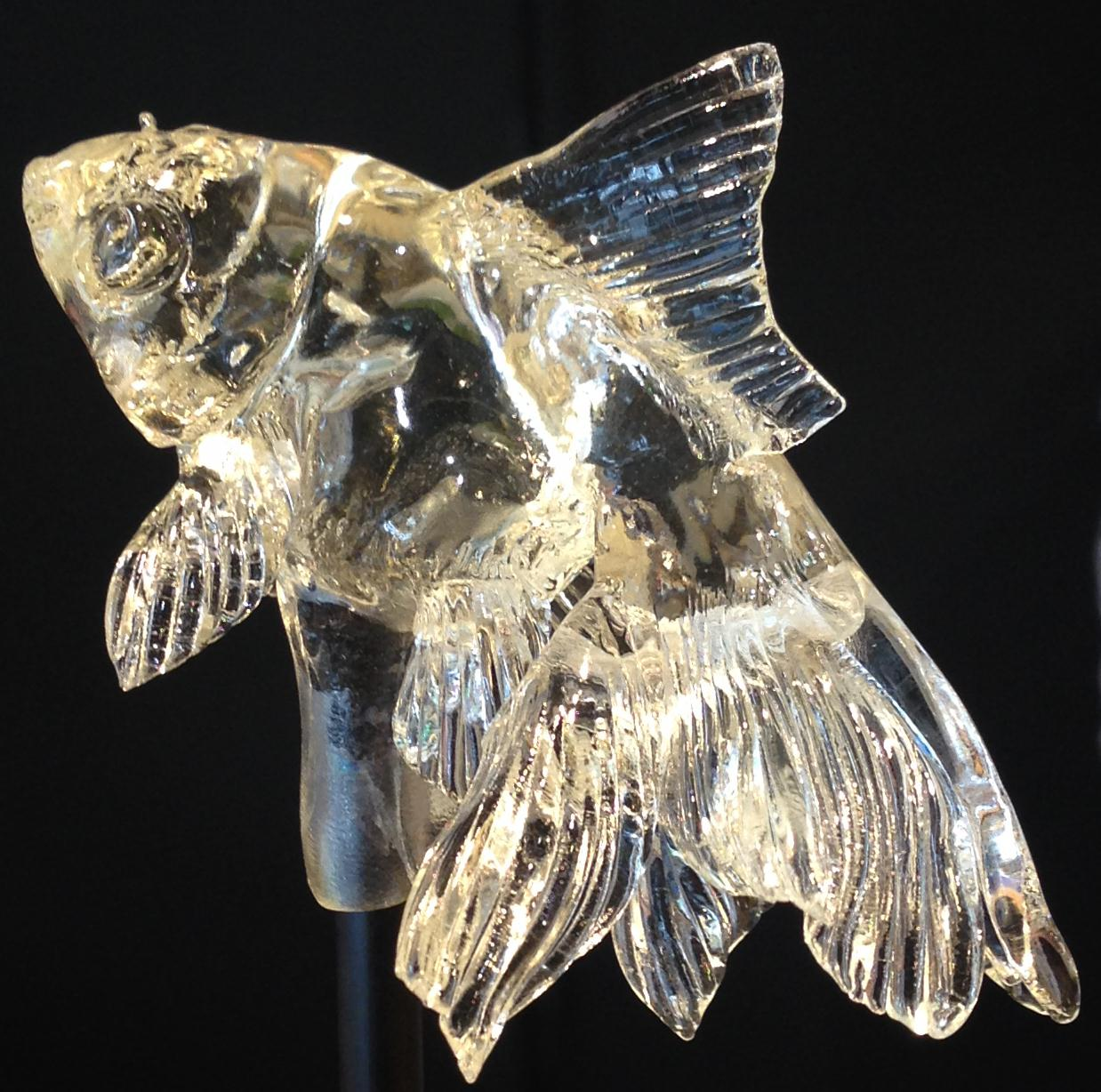